# Lista de campeões mundiais por equipes do tênis de mesa
| Masculino           | Feminino                                                                     |                                                             |
| Guangzhou (2008)    | China Ma Lin, Wang Hao e Wang Liqin                                          | China Guo Yue, Wang Nan e Zhang Yining                      |
| Bremen (2006)       | China Chen Qi, Ma Lin, Ma Long, Wang Hao e Wang Liqin                        | China Guo Yan, Guo Yue, Li Xiaoxia, Wang Nan e Zhang Yining |
| Doha (2004)         | China Kong Linghui, Liu Guozheng, Ma Lin, Wang Hao e Wang Liqin              | China Guo Yue, Li Ju, Niu Jianfeng Wang Nan e Zhang Yining  |
| Osaka (2001)        | China Kong Linghui, Liu Guoliang, Liu Guozheng, Ma Lin, e Wang Liqin         | China Li Ju, Sun Jin, Wang Nan, Yang Ying e Zhang Yining    |
| Kuala Lumpur (2000) | Suécia Frederik Hakansson, Jan-Ove Waldner, Jorgen Persson, e Peter Karlsson | China Li Ju, Sun Jin, Wang Hui, Wang Nan, e Zhang Yining    |